# Hydrosquelette
L’hydrosquelette, ou squelette hydrostatique, est, chez les animaux, un type de squelette dont la structure est un compartiment fermé, plus ou moins souple et rempli par un liquide interstitiel incompressible (liquide à gélatineux). Les plantes terrestres ont un squelette hydrostatique analogue formé par les vacuoles qui participent à leur port dressé, grâce aux échanges ioniques et hydriques responsables de la turgescence.

## Dans la nature
Ce type de « squelette » est très courant dans la Nature chez divers groupe d'animaux aquatiques, libres ou sessiles, plus fréquemment de petite taille (millimétrique, comme les bryozoaires ou les hydrozoaires ou hors de l'eau chez les nématodes et vers terrestres). 
Il aurait pu apparaître lors de l'évolution de multiples manières, par exemple à partir du cœlome primitif chez les Cœlomates selon Clark en 1979 (car le cœlome semble aussi jouer le rôle d'un squelette hydrostatique), originellement unisegmenté (comme chez les Priapuliens ?). L'oligomérie cœlomique aurait pu apparaitre chez un animal benthique rampant ou chez un organisme tubicole (cœlomate ou acœlomate) et donner naissance à un organe hydrostatique (le lophophore, premier compartiment des Pogonophores, second chez les Ptérobranches (lobe préoral) et probablement chez les Phoronidiens, alors qu'un autre compartimentent donne la cavité générale. 
Il se retrouve chez la plupart des cnidaires, des nématodes et des annélides. Chez de nombreuses espèces coloniales ce squelette peut se compartimenter et permettre à un individu de produire plusieurs autres individus qui pourront se séparer et former des propagules dispersables dans l'environnement. 
L'hydrosquelette permet de protéger avec une certaine efficacité les organes internes de l'organisme. 
Il peut aussi contribuer aux mouvement de l'organisme comme chez les Chaetognathes (depuis le Cambrien peut-être dans ce cas) ou comme avec les contractions asynchrones des muscles longitudinaux et circulaires des segments des annélides prennent appui sur les cavités cœlomiques et permettent ainsi par déformation des segments le déplacement de l'animal.
La transmission de pression du liquide interstitiel repose sur le principe de Pascal.